# Tipula (Vestiplex) jakut
Tipula (Vestiplex) jakut is een tweevleugelige uit de familie langpootmuggen (Tipulidae). De soort komt voor in het Palearctisch gebied.